# Ko Jong-hui
Ko Jong-hui (26. června 1952 Ósaka – 27. srpna 2004, Paříž) byla severokorejská tanečnice a milenka vůdce Kim Čong-ila.

## Život
Narodila se v japonské Ósace rodičům korejského původu. Podle japonských záznamů se narodila 26. června 1952 a její japonské jméno bylo Takada Hime. Její otec pravděpodobně pracoval v Ósace v textilní továrně pro japonské ministerstvo války. Do Severní Koreje se přestěhovala v květnu 1961 nebo 1962 v rámci repatriačního programu.
S Kim Čong-ilem se pravděpodobně poprvé setkali v roce 1972. S Kim Čong-ilem měla dva syny a dceru. Nejstarší Kim Čong-čul se narodil v roce 1981, mladší Kim Čong-un, který se po smrti svého otce stal hlavou státu, pak v roce 1984. V roce 1987 se jí narodila dcera Kim Jo-čong.
Podle některých zdrojů zemřela v roce 2004 v Paříži na karcinom prsu.